# لي لوزانو
لي لوزانو (بالإنجليزية: Lee Lozano)‏ هي رسامة أمريكية، ولدت في 5 نوفمبر 1930 في نيوآرك في الولايات المتحدة، وتوفيت في 2 أكتوبر 1999 في دالاس في الولايات المتحدة.

## وصلات خارجية
- لي لوزانو على موقع إن إن دي بي (الإنجليزية)